# Rethra
Rethra, även känd som Radagoszcz, Radegost, Radigast, Redigast, Radgosc och Ruthengost, var huvudort och ett politiskt och religiöst centrum för den slaviska redarianstammen, en av de fyra stammar som ingick i Lutici-federationen, mellan 900-talet och dess förstörelse av den tyska armén år 1126 eller 1127. Det låg någonstans i nuvarande Mecklenburg. Orten var kultort för guden Radegast, som hade ett tempel tillägnat honom på orten, och fungerade som politisk mötesplats. 
Adam av Bremen beskriver detta tempel, vilket var beläget på slaviskt område strax norr om våra dagars Berlin. Här härskade i slutet av vikingatiden folkslaget redarierna: 
| ” | Deras mycket kända samhälle är Rethra, som är ett säte för avgudadyrkan. Där har uppförts ett stort tempel åt avgudarna, av vilka Radegast är den förnämste. Hans bildstod är gjord av guld och hans läger är prytt med ett purpurtäcke. Själva samhället har nio portar och det är på alla håll avgränsat med en djup sjö. En träbro leder över denna och där får endast de som offrar och söker orakelsvar passera. | „ |

Trots att denna helgedom först 1128 förstördes genom den sachsiske hertigen Lothar av Supplingens erövring känner vi tyvärr ingen annan beskrivning än den som Adam har nedtecknat.